# Nader Guirat
Nader Guirat (en árabe de Túnez: نادر قيراط  pronunciado /ˈnɛːder ɡiːrˤɑːtˤ/) (nacido el 16 de mayo de 1986) es un cantautor y músico de pop-rock tunecino. Nader ganó el título Star Academy en la 5.ª temporada del reality show de talentos. Él se convirtió en el primer ganador en la historia del programa que principalmente realizó un repertorio de canciones no-árabes  interpretando diversos géneros como pop, rock, house, acústico y varieté française (variedad francesa), en inglés, francés, italiano, español y árabe. Interpretó canciones de Tina Arena, Chris de Burgh, Alessandro Safina, Cheb Khaled, Akram Sedkaoui, Amel Bent, Nadia, Yves Larock, Karl Wolf, Massari, Hot Banditoz y Ahmed Al-Sherif.

## Biografía
Nader Guirat nació el 16 de mayo de 1986, en la zona costera de la ciudad de Sousse, Túnez, hijo de Nejib Guirat, un hombre de negocios y Raoudha Boukthir. Sus hermanos menores son Nahed y Zied.
Su primera actuación en público fue a los cinco años en la guardería, donde interpretó canciones del veterano cantante egipcio Abdul Halim Hafiz. En una entrevista con la revista local Le Temps, narró sobre la primera vez que se desafió a sí mismo para convertirse en un cantante, mientras veía la televisión con su padre.
Guirat notó que la música acústica, pop y rock eran más de su estilo mientras aprendía guitarra a los 14 años. Aunque su atención estaba dividida entre la música y el deporte, probando las artes marciales, fútbol y tenis, formó su primera banda, 'Hypnos' a los 15 años, y grabó su primer demo, cantando y produciendo su primer álbum con la banda, con canciones en francés y en inglés.

## Carrera

### Star Academy

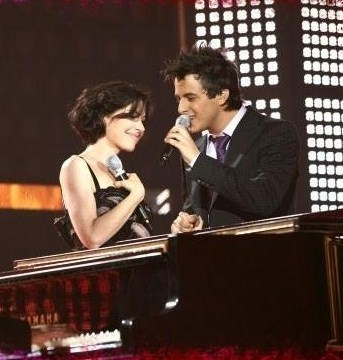
Nader actuando en el escenario con Tina Arena en el show libanés - Estrellas de la Academia 2008

En 2008 audicionó para la 5ª temporada del show Estrellas de la Academia, que es la versión árabe del show francés homónimo Star Academy (Francia) con sede en el Líbano. Junto con Guirat otros 19 participantes del concurso representaron a diferentes países de Oriente Medio y el Norte de África. Después de 4 meses llegó a la gran final con otros dos concursantes. Guirat ganó esa temporada con el mayor porcentaje de votos global de los espectadores. De vuelta a casa fue recibido a su llegada al aeropuerto de Túnez-Cartago por el exministro de Cultura de Túnez. El espectáculo lo lanzó en su carrera musical.

### Dúo Reve-Helma
Dos años después del lanzamiento de su primer sencillo, Guirat publicó un dueto franco-árabe  titulado "Helma-Rêve' (Sueño), una colaboración conjunta con el cantante tunecino Mohammed Dahleb. Los dos jóvenes artistas grabaronn el sencillo escrito por sus compañeros músicos tunecinos Zaher Zorgati y Kais Melliti.

### The Jasmine's Calling
El 7 de septiembre de 2012 anunció en Facebook el lanzamiento de su más reciente sencillo "The Jasmine's Calling', la cual fue subida en su página de fanes con el título "Pour une Tunisie Libre et Moderne" (para una libre y moderna Túnez). La canción, compuesta por Guirat, siguió a la reciente agitación en Túnez después de la revolución tunecina de enero de 2011 apodada por los medios de comunicación internacionales 'La Revolución de los Jazmines'. Resultado de los cada vez más frustrados tunecinos, por el desarrollo lento y partidos políticos en el poder. La canción envía un mensaje a todo el pueblo a unirse como 'uno' para el futuro de su país y dejar de lado sus diferencias religiosas y políticas, explicó Guirat en una entrevista con el diario nacional 'Al-Chourouk. La canción es una compilación de música rock con un añadido oriental exhibido en el uso de instrumentos tales como la flauta de Oriente Medio,el  Ney y Darabuka.
'The Jasmine’s Calling' está compuesto por Guirat, con letras de Ramona, arreglos de Elyes Bouchoucha, orquestación y mezcla en Studio Event, en Túnez y masterización en  Color Sound Studio, de París, Francia.
La promoción del tema en Túnez en la estación de radio, Jawhara FM le permitió a Guirat hablar acerca de sus planes de mudarse a París, Francia como su nueva residencia permanente. Guirat explicó que ha encontrado la escena musical parisina más atractiva para sus ambiciones. Agregó que en Francia sus planes incluyen trabajar en más canciones que tiene para su álbum debut.
Nader recibió un premio de la estación radiofónica tunecina 'Jawhara FM' como mejor canción del año por 'L'Ange Perdu' a raíz de una encuesta nacional en línea.  El premio fue presentado a él en una emisión en vivo.

## Discografía
- "L'Ange Perdu" (2009)
- "Reve-Helma" (2011)
- "Estoy Esperando" (2012)
- "El Jazmín de la Vocación" (septiembre de 2012)